# Dyspessa minima
Dyspessa minima is een vlinder uit de familie van de houtboorders (Cossidae). De wetenschappelijke naam van de soort is voor het eerst geldig gepubliceerd in 1906 door Bang-Haas.